# Неизвестный известный
«Неизвестный известный» (англ. The Unknown Known) — документальный фильм режиссёра Эррола Морриса, вышедший на экраны в 2013 году. Лента посвящена памяти известного кинокритика Роджера Эберта. Картина принимала участие в основной конкурсной программе Венецианского кинофестиваля и номинировалась на новостную/документальную премию «Эмми» за лучшую полнометражную историческую программу.

## Сюжет
Фильм рассказывает о политической карьере Дональда Рамсфельда, в особенности о его деятельности на посту министра обороны США в администрации Джорджа Буша младшего. Рамсфельд оставил после себя тысячи коротких служебных записок (так называемых «снежинок»), чтение которых даёт повод вспомнить о перипетиях вторжения США в Афганистан и Ирак, включая скандал с пытками заключённых. Всего режиссёр отснял около 33 часов интервью с политиком.
Название ленты отсылает к известной фразе Рамсфельда, высказанной по поводу недостаточности доказательств о наличии у Ирака оружия массового поражения (There are known knowns):

Мне всегда интересны сообщения о том, что чего-то не произошло, потому что, как мы знаем, есть известные известные, то есть вещи, о которых нам известно, что мы их знаем. Мы также знаем, что есть известные неизвестные; то есть мы знаем, что есть некоторые вещи, о которых нам неизвестно. Но есть также неизвестные неизвестные — вещи, о которых мы не знаем, что они нам неизвестны. И если посмотреть на историю нашей страны и других свободных стран, именно последняя категория, как правило, является наиболее сложной.
Оригинальный текст (англ.)Reports that say that something hasn't happened are always interesting to me, because as we know, there are known knowns; there are things we know we know. We also know there are known unknowns; that is to say we know there are some things we do not know. But there are also unknown unknowns—the ones we don't know we don't know. And if one looks throughout the history of our country and other free countries, it is the latter category that tend to be the difficult ones.